# Dan, hana-ui sarang
Dan, hana-ui sarang (단, 하나의 사랑?, lett. "Dan, l'unico amore"; titolo internazionale Angel's Last Mission: Love) è un drama coreano trasmesso su KBS2 dal 22 maggio all'11 luglio 2019.

## Trama
Lee Yeon-seo è una ballerina di grande talento e successo con la Fantasia Ballet Company della sua famiglia, ma subisce un incidente devastante che la lascia cieca. È amareggiata e violenta nei confronti del suo staff, compresi il suo fedele segretario e maggiordomo, la sua famiglia subdola e tutti gli altri. Dan è un angelo ottimista e spensierato che si mette sempre nei guai. Per tornare in paradiso gli viene data la missione apparentemente impossibile di trovare il vero amore per Yeon-seo, ma finisce per innamorarsi lui stesso di lei.

## Personaggi
- Lee Yeon-seo, interpretata da Shin Hye-sun
- Dan/Kim Dan/Yoo Seong-woo, interpretato da Kim Myung-soo
- Ji Kang-woo, interpretato da Lee Dong-gun
- Geum Ni-na, interpretata da Kim Bo-mi
- Choi Yeong-ja, interpretata da Do Ji-won
- Hu, interpretato da Kim In-kwon
- Hwang Jeong-eun, interpretata da Lee Ye-na
- Chung Yu-mim, interpretata da Woo Hee-jin
- Park Gyeong-il, interpretato da Lee Hwa-ryong
- Geum Ru-na, interpretata da Gil Eun-hye
- Geum Ki-chun, interpretato da Kim Seung-wook
- Ki Joon-soo, interpretata da Lee Je-yun
- Ko Sung-min, interpretato da Eru

## Ascolti
| Episodio | Data di trasmissione | Dati AGB            | Dati AGB                   | Dati TNmS           |
| Episodio | Data di trasmissione | A livello nazionale | Area metropolitana di Seul | A livello nazionale |
| -------- | -------------------- | ------------------- | -------------------------- | ------------------- |
| 1        | 22 maggio 2019       | 7,3%                | 7,7%                       | 7,3%                |
| 2        | 22 maggio 2019       | 9,2%                | 9,5%                       | 7,7%                |
| 3        | 23 maggio 2019       | 6,6%                | 7,5%                       | 6,3%                |
| 4        | 23 maggio 2019       | 8,6%                | 8,9%                       | 7,2%                |
| 5        | 29 maggio 2019       | 8,2%                | 8,6%                       | 7,4%                |
| 6        | 29 maggio 2019       | 9,4%                | 9,7%                       | 8,8%                |
| 7        | 30 maggio 2019       | 6,7%                | 6,8%                       | 6,5%                |
| 8        | 30 maggio 2019       | 8,4%                | 8,7%                       | 7,8%                |
| 9        | 5 giugno 2019        | 6,7%                | 6,9%                       | 5,9%                |
| 10       | 5 giugno 2019        | 7,9%                | 8,3%                       | 7,4%                |
| 11       | 6 giugno 2019        | 6,9%                | 7,7%                       | 6,9%                |
| 12       | 6 giugno 2019        | 8,7%                | 9,7%                       | 7,5%                |
| 13       | 12 giugno 2019       | 6,3%                | 6,6%                       | 6,6%                |
| 14       | 12 giugno 2019       | 7,3%                | 7,3%                       | 7,6%                |
| 15       | 13 giugno 2019       | 7,0%                | 7,2%                       | 5,9%                |
| 16       | 13 giugno 2019       | 7,8%                | 7,9%                       | 7,5%                |
| 17       | 19 giugno 2019       | 6,8%                | 7,0%                       | 6,1%                |
| 18       | 19 giugno 2019       | 7,9%                | 8,0%                       | 7,0%                |
| 19       | 20 giugno 2019       | 6,5%                | 7,4%                       | 5,3%                |
| 20       | 20 giugno 2019       | 7,9%                | 8,3%                       | 6,6%                |
| 21       | 26 giugno 2019       | 7,6%                | 7,7%                       | 6,1%                |
| 22       | 26 giugno 2019       | 8,1%                | 8,5%                       | 6,7%                |
| 23       | 27 giugno 2019       | 5,8%                | 6,6%                       | 5,1%                |
| 24       | 27 giugno 2019       | 7,1%                | 7,9%                       | 6,2%                |
| 25       | 3 luglio 2019        | 5,5%                | 5,8%                       | 5,6%                |
| 26       | 3 luglio 2019        | 6,6%                | 6,8%                       | 6,0%                |
| 27       | 4 luglio 2019        | 5,8%                | 6,3%                       | N.D.                |
| 28       | 4 luglio 2019        | 7,2%                | 7,4%                       | 5,1%                |
| 29       | 10 luglio 2019       | 6,8%                | 7,6%                       | N.D.                |
| 30       | 10 luglio 2019       | 7,8%                | 8,7%                       | N.D.                |
| 31       | 11 luglio 2019       | 5,1%                | 5,5%                       | 4,1%                |
| 32       | 11 luglio 2019       | 7,2%                | 7,7%                       | 5,6%                |
| Media    | Media                | 7,3%                | 7,7%                       | N.D.                |

## Colonna sonora
- A Welcome Rain (단비) – Lee Moon-sae
- Oh My Angel – Lee Soo-jung
- The Nights That I Miss You (널 그리는 밤) – L del gruppo Infinite
- Because of You – Huh Gak
- Stay – O.WHEN
- In Your Light (너란 빛으로) – Fromm
- Scent (향기) – Sojung del gruppo Ladies' Code
- Pray – KLANG
- Sweeter - Jess Penner
- Flying High – Choi In-hee, Oh Hye-joo
- Dancer on Stage – Choi In-hee, Seo Hyun-il
- Mission Complete – Choi In-hee, Seo Hyun-il, Min Ji-young
- Attitude – Oh Hye-joo
- Cupid's Mission – Oh Hye-joo
- lovely Kim Dan – Kim Hyun-ju
- Swan Lake – Choi In-hee, Seo Hyun-il
- my guardian angel – Oh Hye-joo
- three wishes – Choi In-hee, Seo Hyun-il
- A Confession – Choi In-hee, Seo Hyun-il
- Dark Side – Seo Hyun-il, Min Ji-young
- Michael's Sword – Oh Hye-joo
- Agnus Dai – Oh Hye-joo
- Last Judgement – Choi In-hee, Oh Hye-joo
- Lucifer's Coming – Kim Hyun-ju
- Black Swan – Choi In-hee, Seo Hyun-il
- Hello! Cupid – Lee So-ri
- Romantic Shoes – Lee So-ri
- Love Waltz – Choi In-hee, Oh Hye-joo
- In Your Light – Fromm
- You – U-mb5, Sam Carter
- Stay – U-mb5, Sam Carter
- dan's report – Choi In-hee, Seo Hyun-il, You Young-jun
- Giselle's Melody – Choi In-hee, Oh Hye-joo
- love story – Choi In-hee, Oh Hye-joo
- The tears of a black angel – Choi In-hee, Seo Hyun-il
- my name was sung woo – Choi In-hee, Seo Hyun-il, Davin
- when the moon shines – Oh Hye-joo
- do u hear me? – Kim Hyun-ju
- A song of angels – Choi In-hee, Seo Hyun-il, Janinto

## Riconoscimenti
| Anno | Premio            | Categoria                                       | Ricevente                    | Risultato       |
| ---- | ----------------- | ----------------------------------------------- | ---------------------------- | --------------- |
| 2019 | Korea Drama Award | Miglior nuovo attore                            | Kim Myung-soo                | Candidato/a     |
| 2019 | KBS Drama Award   | Premio alla massima eccellenza, attrice         | Shin Hye-sun                 | Vincitore/trice |
| 2019 | KBS Drama Award   | Premio all'eccellenza, attrice in una miniserie | Shin Hye-sun                 | Candidato/a     |
| 2019 | KBS Drama Award   | Premio all'eccellenza, attore in una miniserie  | Kim Myung-soo                | Candidato/a     |
| 2019 | KBS Drama Award   | Miglior nuovo attore                            | Kim Myung-soo                | Vincitore/trice |
| 2019 | KBS Drama Award   | K-Drama Hallyu Star                             | Kim Myung-soo                | Vincitore/trice |
| 2019 | KBS Drama Award   | Miglior coppia                                  | Kim Myung-soo e Shin Hye-sun | Vincitore/trice |
| 2019 | KBS Drama Award   | Miglior giovane attore                          | Ko Woo-rim                   | Candidato/a     |

## Distribuzioni internazionali
| Paese     | Canale/i    | Prima TV                    | Titolo adottato         |
| --------- | ----------- | --------------------------- | ----------------------- |
| Malaysia  | 8TV         | 3 luglio-18 settembre 2019  | 仅此一次的爱情 (原音版) |
| Taiwan    | GTV         | 11 ottobre-13 novembre 2019 | 僅此一次的愛情          |
| Taiwan    | LTV         | 27 dicembre 2019-?          | 僅此一次的愛情          |
| Filippine | GMA Network | 27 gennaio-5 marzo 2020     | Angel's Last Mission    |